# Le piège de l'amour
Le piège de l'amour è un lungometraggio del 1920 diretto da Alexandre Ryder.